# Delfí Ribas i Carné
Delfí Ribas i Carné (Monistrol de Montserrat, Bages, 2 de gener de 1888 - Tortosa, Baix Ebre, 18 d'agost de 1936), fou un sacerdot català.
Es va doctorar en Teologia a la Universitat Pontificia de València. El 24 de setembre de 1904 ordenat sacerdot. Ocupà diversos càrrecs al Seminari Conciliar de Barcelona, com el de Secretari o professor de Dret Canònic i de Litúrgia. També ocupà diversos càrrecs a la Diòcesi de Barcelona: entre d'altres, fou Vicari General d'Ensenyament Religiós, president de la Junta Catequística Diocesana, secretari de l'Associació d'Eclesiàstics per a l'Apostolat Popular o Censor Eclesiàstic. El 2 de juliol de 1923 fou nomenat sacerdot de la Casa Mare de les Teresianes de Sant Gervasi.
En els inicis de la Guerra Civil espanyola, el 16 de juliol de 1936 fugí de Barcelona i es dirigí a Tortosa, on visqué i s'amagà en diferents indrets, fins que fou afusellat la nit del 18 d'agost. Les seves restes mortals es troben al cementiri de Roquetes.